# 塔瓦尼亚科
塔瓦尼亚科（義大利語：Tavagnacco），是意大利乌迪内省的一个市镇。总面积15平方公里，人口14290人，人口密度952.7人/平方公里（2009年）。ISTAT代码为030118。